# Didymodon uruguayensis
Didymodon uruguayensis là một loài rêu trong họ Pottiaceae. Loài này được R.H. Zander mô tả khoa học đầu tiên năm 1993.